# Twierdzenie de Moivre’a-Laplace’a

Wraz ze wzrostem liczby prób wykres rozkładu dwumianowego coraz bardziej przypomina wykres krzywej Gaussa.

Twierdzenie de Moivre’a-Laplace’a – dwa twierdzenia rachunku prawdopodobieństwa nazywane lokalnym i całkowym (integralnym) wskazujące związek rozkładu dwumianowego (Bernoulliego) z rozkładem normalnym; można traktować je jako szczególny przypadek centralnego twierdzenia granicznego.
Przypadek symetryczny pochodzi z wydrukowanej w 1730 roku pracy Miscellanea analytica de seriebus et quadraturis („Rozmaite analityka o szeregach i kwadraturach”) od Abrahama de Moivre’a, a niesymetryczny – z opublikowanego w trzy lata później dodatku Miscelaneis analyticis supplementum z 1733 roku; szerszej publiczności twierdzenia zaprezentowane zostały w drugim wydaniu dzieła The Doctrine of Chances: or, a method for calculating the probabilities of events in play („Doktryna szans: lub, metoda obliczania prawdopodobieństw zdarzeń w grze”) z 1738 roku. Twierdzenie w pełnej ogólności udowodnił Pierre Simon de Laplace w pracy Théorie analytique des probabilités („Analityczna teoria prawdopodobieństw”) z 1812 roku, który nie miał w zwyczaju powoływać się na źródła – z tego powodu do XX wieku prace Moivre’a były szerzej nieznane.

## Twierdzenia de Moivre’a-Laplace’a
Oznaczenia
Niech {\displaystyle B(n,p)} oznacza rozkład dwumianowy dla procesu Bernoulliego, w którym prawdopodobieństwo osiągnięcia dokładnie {\displaystyle k} sukcesów o prawdopodobieństwie {\displaystyle p} w {\displaystyle n} próbach dane jest wzorem
{\displaystyle B_{k}(n,p)=\mathbb {P} (S_{n}=k)={\tbinom {n}{k}}p^{k}q^{n-k},}
gdzie {\displaystyle q=1-p} jest prawdopodobieństwem porażki, a {\displaystyle S_{n}} oznacza liczbę sukcesów; ponadto niech {\displaystyle \mu =np} oraz {\displaystyle \sigma ={\sqrt {npq}}} oznaczają odpowiednio wartość oczekiwaną i odchylenie standardowe tego rozkładu.
Rozpatrywana będzie unormowana wersja powyższego rozkładu, tzn. jego wartość oczekiwana będzie równa zeru, a jego wariancja (odchylenie standardowe) będzie jednostkowa, czyli zamiast liczby sukcesów {\displaystyle S_{n}} rozważana będzie jej unormowana wersja {\displaystyle S_{n}^{*}={\frac {S_{n}-\mu }{\sigma }}.} W związku z tym niżej stosowane będą również następujące oznaczenia: {\displaystyle h={\frac {1}{\sigma }}} to szerokość przedziału klasowego, {\displaystyle k^{*}={\frac {k-\mu }{\sigma }}} to unormowane odchylenie liczby sukcesów od średniej; wygodnie będzie zakładać, że {\displaystyle k} nie musi być naturalne – w szczególności {\displaystyle k_{\pm }=k\pm {\frac {1}{2}},} skąd {\displaystyle k_{\pm }^{*}=k\pm {\frac {1}{2}}h.}
Funkcja {\displaystyle \varphi (t)={\frac {1}{\sqrt {2\pi }}}\exp \left(-{\frac {t^{2}}{2}}\right)} będzie oznaczać gęstość unormowanego rozkładu normalnego {\displaystyle N(0,1)} o dystrybuancie {\displaystyle \Phi ,} podczas gdy {\displaystyle \varphi _{*}(t)=h\varphi (t^{*})={\frac {1}{\sigma {\sqrt {2\pi }}}}\exp \left(-{\frac {(t-\mu )^{2}}{2\sigma ^{2}}}\right)} będzie oznaczać gęstość rozkładu normalnego {\displaystyle N(\mu ,\sigma )} o dystrybuancie {\displaystyle \Phi _{*}(x)=\Phi (x^{*}).}
Twierdzenie lokalne
Jeżeli {\displaystyle h|k^{*}|\max(p,q)\leqslant {\frac {1}{2}},} to
{\displaystyle B_{k}(n,p)=h\varphi (k^{*})\cdot e^{R(n,k)},}
gdzie
{\displaystyle {\big |}R(n,k){\big |}\leqslant {\tfrac {3}{4}}|k^{*}|h+{\tfrac {1}{3}}|k^{*}|^{3}h+{\tfrac {1}{3n}}.}
W szczególności {\displaystyle R(n,k)\to 0} dla {\displaystyle n,k\to \infty ,} czyli
{\displaystyle \mathbb {P} (S_{n}=k)\sim \varphi _{*}(k).}
Twierdzenie całkowe
Jeżeli {\displaystyle h\max {\big (}|a^{*}|,|b^{*}|{\big )}\max(p,q)\leqslant {\frac {1}{2}},} to
{\displaystyle \mathbb {P} (a\leqslant S_{n}\leqslant b)={\Big (}\Phi \!\left(b_{+}^{*}\right)-\Phi \!\left(a_{-}^{*}\right)\!\!{\Big )}\cdot e^{D(n,a,b)},}
gdzie
{\displaystyle {\big |}D(n,a,b){\big |}\leqslant \max _{k\in \{a,b\}}{\Big (}{\tfrac {5}{4}}|k^{*}|h+{\tfrac {1}{3}}|k^{*}|^{3}h{\Big )}+{\tfrac {1}{3n}}+{\tfrac {1}{8}}h^{2}.}
W szczególności {\displaystyle D(n,a,b)\to 0} dla {\displaystyle n\to \infty } oraz {\displaystyle a,b} zmieniających się tak, by {\displaystyle h(a^{*})^{3},\ h(b^{*})^{3}\to 0,} jest wtedy
{\displaystyle \mathbb {P} (a\leqslant S_{n}\leqslant b)\sim \Phi _{*}(b_{+})-\Phi _{*}(a_{-});}
zachodzi również następujące, mniej dokładne, ale prostsze, a przez to częściej stosowane, przybliżenie:
{\displaystyle \mathbb {P} (a\leqslant S_{n}\leqslant b)\sim \Phi _{*}(b)-\Phi _{*}(a).}
W zastosowaniach najczęściej spotyka się następujący wniosek z twierdzenia całkowego:
Wniosek
Jeżeli {\displaystyle a^{*},b^{*}} są stałe, to
{\displaystyle \mathbb {P} (a^{*}\leqslant S_{n}^{*}\leqslant b^{*})\sim \Phi \!\left(b_{+}^{*}\right)-\Phi \!\left(a_{-}^{*}\right).}

## Przykłady
Liczebność próby
Twierdzenie de Moivre’a-Laplace’a można wykorzystać do określenia minimalnej liczebności próby losowej z danej populacji w danym badaniu mającym na celu jak najbardziej miarodajne oszacowanie danej obserwacji, która zachodzi z pewnym prawdopodobieństwem, bądź nie (tj. zachodzącej zgodnie z rozkładem zero-jedynkowym). Przykładowo: w badaniu przesiewowym choroby, która jest na tyle rzadka, że nie choruje na nią więcej niż {\displaystyle 0{,}5\%} populacji, przy czym błąd ma być mniejszy niż {\displaystyle 0{,}001} z prawdopodobieństwem {\displaystyle 0{,}95,} w celu wskazania chorych z ustaloną pewnością należałoby wybrać próbę co najmniej {\displaystyle 19\,112}-osobową.
Reguła 3σ
Opierając się na twierdzeniu całkowym można się spodziewać, że reguła trzech sigm sformułowana dla rozkładu normalnego zachodzi również dla procesu Bernoulliego. Jedną z jej wersji jest
{\displaystyle \mathbb {P} {\big (}S_{n}\in (\mu -3\sigma ,\mu +3\sigma ){\big )}\geqslant 0{,}997,}
o ile {\displaystyle \mu -3\sigma >0} oraz {\displaystyle \mu +3\sigma <n,} co można krótko zapisać {\displaystyle n>9\max \left({\frac {p}{q}},{\frac {q}{p}}\right)}.